# Cao Yuan
Cao Yuan (曹缘S Cáo YuánP; Pechino, 7 febbraio 1995) è un tuffatore cinese.

## Carriera
Specializzato nei tuffi dalla piattaforma 10 metri individuale e sincro, in carriera ha vinto la medaglia d'oro ai Giochi olimpici di Londra 2012, di Rio 2016, di Tokyo 2020 e di Parigi 2024. È diventato così il primo tuffatore nella storia delle Olimpiadi a vincere tre medaglie d'oro in tre discipline diverse del programma di tuffi olimpico (sincro 10m, trampolino 3m e piattaforma 10m).

## Palmarès
- Giochi olimpici

Londra 2012: oro nel sincro 10m.
Rio de Janeiro 2016: oro nel trampolino 3m, bronzo nel sincro 3m.
Tokyo 2020: oro nella piattaforma 10m, argento nel sincro 10m.
Parigi 2024: oro nella piattaforma 10m.
- Mondiali

Barcellona 2013: bronzo nel sincro 10m.
Kazan 2015: oro nel sincro 3m.
Budapest 2017: argento nel sincro 3m.
Gwangju 2019: oro nel sincro 3m e nel sincro 10m, argento nel trampolino 3m.
Budapest 2022: oro nel sincro 3m, argento nel trampolino 3m.
Doha 2024: argento nella piattaforma 10m.
Singapore 2025: oro nella squadra mista.
- Giochi asiatici

Canton 2010: oro nella piattaforma 10m.
Incheon 2014: oro nel trampolino 3m e oro nel sincro 3m.
Giacarta 2018: oro nel sincro 3m e argento nel trampolino 3m.

### Coppa del Mondo
- Vincitore della Coppa del Mondo del sincro 3m nel 2014, nel 2018 e nel 2021
- Vincitore della Coppa del Mondo del sincro 10m nel 2010, nel 2012 e nel 2014

## Riconoscimenti
- Atleta dell'anno World Aquatics: 2014, 2018, 2024